# هانس هالدورسون
هانس هالدورسون (Hannes Þór Halldórsson) (27 أبريل 1984 في ريكيافيك في آيسلندا – )؛ هو لاعب كرة قدم كان يلعب كحارس مرمى. يلعب مع منتخب آيسلندا لكرة القدم منذ عام 2011.

## وصلات خارجية
- هانس هالدورسون على موقع IMDb (الإنجليزية)
- هانس هالدورسون على موقع ألو سيني (الفرنسية)

- هانس هالدورسون على موقع الاتحاد الدولي (مؤرشف)  (الإنجليزية)
- هانس هالدورسون على موقع الاتحاد الأوربي (الإنجليزية)
- هانس هالدورسون على موقع قاعدة بيانات كرة القدم.إي يو (الإنجليزية)
- هانس هالدورسون على موقع ناشيونال فوتبول تيمز (الإنجليزية)
- هانس هالدورسون على موقع Soccerway.com (الإنجليزية)
- هانس هالدورسون على موقع عالم كرة القدم.نت (الإنجليزية)
- هانس هالدورسون على موقع AS.com (الإسبانية)